# 郭富城ICONIC世界巡迴演唱會
郭富城ICONIC世界巡迴演唱會（英語：Iconic World Tour 2024 Live In Hong Kong）是香港男歌手郭富城第十二次於香港紅館舉行的個人售票演唱會，演唱會於2024年8月13日至18日、20日至23日在香港紅磡體育館舉行，後期在發佈會宣布加場於8月24日至25日及8月27日，目前在香港合共演出13場。

## 簡介
郭富城ICONIC世界巡迴演唱會是郭富城第九次於紅磡香港體育館舉行的個人演唱會，主題曲為《Exit》，郭富城亦表示為答謝歌迷的支持，而親自作曲全新歌曲《您》。演唱會舉行日期為 2024年8月13-18日，20-25日，27日(共十三場)。是次演唱會的影音產品錄影日期為2024年8月23日及24日。開場時間為2024年8月13日-18日，20日-25日，27日晚上8:15。
此次演唱會(自第二場起)是郭富城首次以全廣東歌演繹的演唱會。
本演唱會於雅加達舉辦的場地原定為印尼體育館，後因不可抗力的因素而改為於印尼展覽中心舉辦。

## 發售
演唱會第一至第十場於2024年6月3日至6月7日作東亞銀行信用卡預訂。第一至第十三場門票於6月13日公開發售。票價分三種，分別為港幣$1280、$980和$580。

## 巡演地點
| 日期              | 城市   | 國家/地區  | 場地                        | 場數 | 附註   |
| ----------------- | ------ | ---------- | --------------------------- | ---- | ------ |
| 亞洲              |        |            |                             |      |        |
| 2024年8月13-18日  | 香港   | 香港       | 紅磡體育館                  | 13   |        |
| 2024年8月20-23日  | 香港   | 香港       | 紅磡體育館                  | 13   |        |
| 2024年8月24-25日  | 香港   | 香港       | 紅磡體育館                  | 13   | 加場   |
| 2024年8月27日     | 香港   | 香港       | 紅磡體育館                  | 13   | 加場   |
| 2024年12月14日    | 舊金山 | 美国       | The Venue at Thunder Valley | 1    |        |
| 2024年12月21日    | 洛杉磯 | 美国       | Pechanga Resort Casino      | 1    |        |
| 2024年12月27-29日 | 台北   | 臺灣       | 台北小巨蛋                  | 3    |        |
| 2025年1月11日     | 丹格朗 | 印度尼西亞 | 印尼展覽中心                | 1    |        |
| 2025年10月日      | 成都   | 中国       | 成都金融城演藝中心          | 1    |        |
| 2025年11月8日     | 高雄   | 臺灣       | 高雄巨蛋                    | 1    |        |
| 2026年月日        | 澳門   | 澳門       | 威尼斯人綜藝館              | 2    |        |
| 2026年月日        | 香港   | 香港       | 紅磡體育館                  | 10   | Part 2 |
| 2026年月日        | 香港   | 香港       | 紅磡體育館                  | 10   | Part 2 |

## 表演曲目

### 香港站頭場
| Part 1 - Exit Part 2 - 你是未來 - 望鄉 Part 3 - 越愛越好 - 木偶襲地球 - 親愛的 - 錯愛的呼喚 - 風裡密碼 - 舞林正傳 Part 4 - 無忌 Part 5 - 痛哭 - 愛下去 - 忘不了 - 雨中感歎號 - 純真傳說 | Part 6 - 砌你 - 飛 - 愛的呼喚 Part 7 - 國王的新歌 - 神經 - 一變傾城 - 失憶(諒解)備忘錄 - 敬啟者之愛是全奉獻 - 脈搏 - 您 Part 8 - I am Aaron KWOK - 想見便遇見 |

### 香港站
| Part 1 - Exit Part 2 - 我為何讓你走 - 望鄉 Part 3 - 越愛越好 - 木偶襲地球 - 狂野之城 - 錯愛的呼喚 - 風裡密碼 - 舞林正傳 Part 4 - 無忌 Part 5 - 痛哭 - 愛下去 - 忘不了 - 雨中感歎號 - 純真傳說 | Part 6 - 砌你 - 飛 - 愛的呼喚 Part 7 - 國王的新歌 - 神經 - 一變傾城 - 失憶(諒解)備忘錄 - 敬啟者之愛是全奉獻 - 您 Part 8 - I am Aaron KWOK - 想見便遇見 |

### 美國站
| Part 1 - Exit Part 2 - 誰會記得我 - 信鴿 Part 3 - 越愛越好 - 木偶襲地球 - 狂野之城 - 永遠愛不完 - 強 - 舞林正傳 | Part 4 - 當我知道你們相愛 - 我是不是該安靜的走開 - 雨中感歎號（三藩市）／Para Para Sakura (國語版)（洛杉磯） - 純真傳說（三藩市）／分享愛（洛杉磯） Part 5 - 國王的新歌 - 神經 - 一變傾城 - 失憶(諒解)備忘錄 - 愛的呼喚 - 您 Part 6 - I am Aaron KWOK - 對你愛不完 |

### 台北站
| Part 1 - Exit Part 2 - 誰會記得我 - 信鴿 Part 3 - 越愛越好 - 傷心的話留到明天再說 - 我想偷偷對你說我愛你 - 狂野之城 - 查無此人 - 永遠愛不完 - 舞林正傳 Part 4 - 無忌 Part 5 - 當我知道你們相愛 - 我是不是該安靜的走開 - Para Para Sakura (國語版) - 分享愛 | Part 6 - 說聲我愛你 - 飛 - 愛的呼喚 Part 7 - 國王的新歌 - 神經 - 一變傾城 - 失憶(諒解)備忘錄 - 我的開始在這裡 - 您 Part 8 - I am Aaron KWOK - 等我回來 - 對你愛不完 |

### 雅加達站
| Part 1 - Exit Part 2 - 我為何讓你走 - 望鄉 Part 3 - 越愛越好 - 傷心的話留到明天再說 - 我想偷偷對你說我愛你 - 狂野之城 - 風裏密碼 - 舞林正傳 Part 4 - 無忌 Part 5 - 當我知道你們相愛 - 我是不是該安靜的走開 - Para Para Sakura (國語版) - 分享愛 | Part 6 - 說聲我愛你 - 飛 - 愛的呼喚 Part 7 - 國王的新歌 - 神經 - 一變傾城 - 失憶(諒解)備忘錄 - 您 Part 8 - I am Aaron KWOK - 等我回來 - 對你愛不完 |

## 演唱會主題曲
| 曲名     | 作曲                                                                | 編曲                           | 監製   | 填詞 | 演唱   |
| 《EXIT》 | 紀佳松、Hanif Sabzevari、Erik Wigelius、Anders Wigelius、Daniel Kim | Erik Wigelius、Anders Wigelius | 陳浩然 | 小美 | 郭富城 |